# Unabhängiger Beirat des Stabilitätsrats
Der unabhängige Beirat des Stabilitätsrats unterstützt den Stabilitätsrat als unabhängiges Gremium auf Grundlage von § 7 Stabilitätsratsgesetz dabei, die Einhaltung der im § 51 Absatz 2 Haushaltsgrundsätzegesetz (HGrG) festgelegten Obergrenze des gesamtstaatlichen strukturellen Finanzierungsdefizits von 0,5 % des Bruttoinlandsprodukts zu überwachen. Der Beirat wurde im Zuge der innerstaatlichen Umsetzung des Europäischen Fiskalvertrages eingerichtet und hat sich am 5. Dezember 2013 konstituiert.
Der Beirat legt dem Stabilitätsrat zwei Mal jährlich eine Stellungnahme vor, die die dem Stabilitätsrat vorgelegte Projektion der öffentlichen Haushalte und des strukturellen Finanzierungssaldos bewertet. Der Vorsitzende des Beirats nimmt an den Beratungen des Stabilitätsrats im Frühjahr und Herbst zur Überwachung der strukturellen gesamtstaatlichen Defizitobergrenze teil und bringt hierzu die Stellungnahme des Beirats ein.

## Vorsitz und Mitglieder
Der unabhängige Beirat des Stabilitätsrats besteht aus insgesamt neun Sachverständigen. Mitglieder des Beirats sind je ein Vertreter der Deutschen Bundesbank und des Sachverständigenrats zur Begutachtung der gesamtwirtschaftlichen Entwicklung, ein Vertreter der an der Gemeinschaftsdiagnose beteiligten Forschungsinstitute, je zwei für die Dauer von fünf Jahren von Bund und Ländern durch deren Vertreter im Stabilitätsrat benannte Sachverständige und je ein für die Dauer von fünf Jahren von den kommunalen Spitzenverbänden und den Spitzenorganisationen der Sozialversicherung benannter Sachverständiger. Der Internetauftritt des Beirats listet alle aktuellen Mitglieder samt ihren Lebensläufen auf. Seit Juni 2018 hat Thiess Büttner (Friedrich-Alexander-Universität Erlangen-Nürnberg) den Vorsitz und Georg Milbradt (Ministerpräsident a. D.) den stellvertretenden Vorsitz inne.

## Stellungnahme zur Einhaltung der Obergrenze für das strukturelle gesamtstaatliche Finanzierungsdefizit
Nach § 7 Absatz 3 Stabilitätsratsgesetz nimmt der Beirat zur Einhaltung der im § 51 Absatz 2 Haushaltsgrundsätzegesetz festgeschriebenen Obergrenze für das gesamtstaatliche strukturelle Finanzierungsdefizit von 0,5 % des Bruttoinlandsprodukts Stellung. Der Begriff „gesamtstaatlich“ zielt auf die aggregierte Betrachtung von Bund, Ländern, Gemeinden und Sozialversicherungen ab. Der Begriff „strukturell“  beinhaltet, dass der tatsächliche Finanzierungssaldo um Konjunktureffekte und Einmaleffekte bereinigt wird. Falls der Beirat zu der Einschätzung kommt, dass die Defizitobergrenze nicht eingehalten wird, soll er Empfehlungen für Maßnahmen zur Beseitigung eines überhöhten strukturellen Defizits abgeben.
Die Stellungnahmen des Beirats sowie weitere Dokumente werden auf der  Internetseite des unabhängigen Beirats des Stabilitätsrats veröffentlicht. Über die Veröffentlichung zusätzlicher Dokumente über die Stellungnahme hinaus entscheidet allein der Beirat. Die Stellungnahmen des Beirats werden kurze Zeit nach deren Veröffentlichung auf der Internetseite des Beirats auch in englischer Sprache zur Verfügung gestellt.

## Geschäftsordnung des Beirats des Stabilitätsrats
Der unabhängige Beirat des Stabilitätsrats hat sich auf Grundlage des § 7 Absatz 1 Satz 2 des Stabilitätsratsgesetzes eine Geschäftsordnung gegeben, die auf seiner Internetseite veröffentlicht ist.

## EU-Netzwerk der unabhängigen Fiskalinstitutionen
Der unabhängige Beirat des Stabilitätsrats ist eine Unabhängige Einrichtung zur Überwachung der Einhaltung der Haushaltsregeln im Sinne der Verordnung (EU) Nr. 473/2013 und Mitglied im EU-Netzwerk der unabhängigen Fiskalinstitutionen (engl. EU Network of Independent Fiscal Institutions – EUNIFI).